# شاب مع جمجمة (لوحة)
شاب مع جمجمة (بالهولندية: Portret van een jongeman met een schedel) هي لوحة تعود لعام 1626 بريشة رسام العصر الذهبي الهولندي فرانس هالز ، وهي الآن في المعرض الوطني ، لندن. كان يُعتقد سابقًا أن اللوحة هي تصوير من مسرحية شكسبير هاملت ممسكًا بجمجمة يوريك (أحد شخصيات المسرحية) ، لكنها تُعتبر الآن فانيتا (عمل فني رمزي يظهر زوال الحياة) ، للتذكيرًا بطبيعة الحياة المحفوفة بالمخاطر وحتمية الموت.

## الوصف
تُظهر اللوحة شابًا يرتدي قبعة مكسوًا بالريش وملفوفًا بعباءة على صدره، مشيرًا بشكل كبير نحو المشاهد بيده اليمنى بينما يمسك بجمجمة في يده اليسرى. رسم هالز أللوحة بقوة وعفوية غير عادية في ذلك الوقت. تضفي ضربات الفرشاة الساطعة والسائبة على العمل جودة انطباعية تقريبًا، والتي اعترف بها وأعجب بها فينسينت فان جوخ بعد أكثر من قرنين ونصف. يتم تعزيز الارتباط مع الانطباعية من خلال الشخصية الواضحة وحركة اليد القوية للشباب. اليد الممدودة توهم أنه موجود بالفعل، كما لو أن المشاهد يمكنه أن يصافحه تقريبًا. تكشف نظرة فاحصة إلى اللوحة أن هالز قام بتقصير الذراع الممدودة بطريقة ماهرة من الناحية الفنية لذلك الوقت، مما خلق نوعًا من التأثير الترمبلوي. تتوهج الجمجمة في اليد اليسرى للنموذج على كفه الداكن وملابسه. يأتي الضوء في اللوحة من اليسار ويلقي بظلاله القوية على الجانب الآخر من وجهه. من المحتمل ألا تكون اللوحة صورة شخصية، كما يرسم هالز عادةً، ولكن يُقصد بها في المقام الأول أن تكون مشهد فانيتا (عمل فني رمزي يظهر زوال الحياة) ، مما يشير إلى الموت الذي لا مفر منه والحياة القصيرة. تمثل الجمجمة الموت وحياة الشباب والقوة. تبرز وجنتي الشاب الوردية وشفتيه الحمراوين شبابه. الرسالة هي تذكار الموت. وأن أسلوب هالز العابر يؤكد هذا. تم توثيق العمل لأول مرة من قبل هوفستد دي جروت (كان جامعًا فنيًا هولنديًا) في عام 1910 ، والذي وصفها بأنها صورة نصفية بالحجم الطبيعي لدراما شكسبير هاملت. كتب دي جروت أيضًا أنها عُرضت على سبيل الإعارة في معرض دبلن الوطني في عام 1895. ولاحظ تشابه هذه اللوحة مع لوحة أخرى لهالز ، ولاحظ أن اليد اليمنى للموضوع في هذا العمل «كانت ترتكز سابقًا على جمجمة تم رسمها خارج».

## التفسير

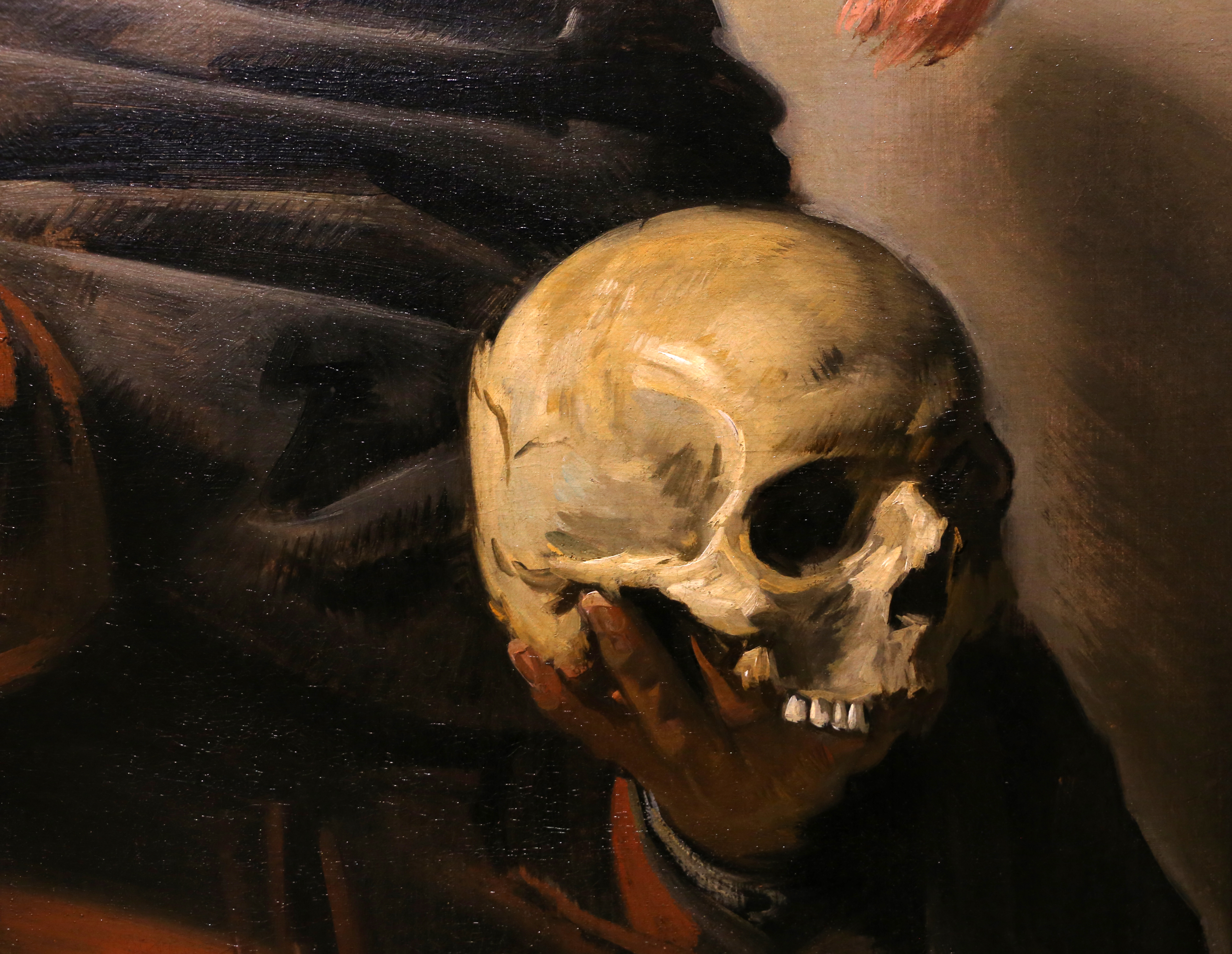
الجمجمة (تفاصيل).

التفسير القائل [ان العمل هو تصوير لمسرحية هاملت كان موضع تساؤل من قبل دبليو آر فالنتينر (كان مؤرخًا ألمانيًا أمريكيًا وناقدًا فنيًا ومدير متحف) في عام 1923. في كتالوج عام 1989 لمعرض فرانس هالز الدولي، يدعي بانها فانيتا (عمل فني رمزي يظهر زوال الحياة) ويقارنه بالعديد من الأمثلة الأخرى لرجال تم تصويرهم بالجماجم. يرفض تحديد هاملت، وذلك لأن مسرحيات شكسبير لم يتم تسجيلها في شمال هولندا في عشرينيات القرن السادس عشر.

تم شراؤها من قبل المتحف الوطني بلندن عام 1980. وقد كتبوا أن: «التقليد الهولندي المتمثل في إظهار الأولاد الصغار وهم يحملون الجماجم راسخ ويمكن إرجاعه إلى نقوش تعود إلى أوائل القرن السادس عشر.»  يلاحظ المعرض الوطني أيضًا الزي الغريب للشاب، على غرار الزي الذي كان يرسمه رسامي الحركة الكارافاجيستيه (أتباع كارافاجيو). إن تصوير هالز لزي الشخص، وهو يحمل جمجمة ويرتدي عباءة ملفوفة فوق الصدر، يشبه ما لا يقل عن أربع لوحات أخرى معروفة:

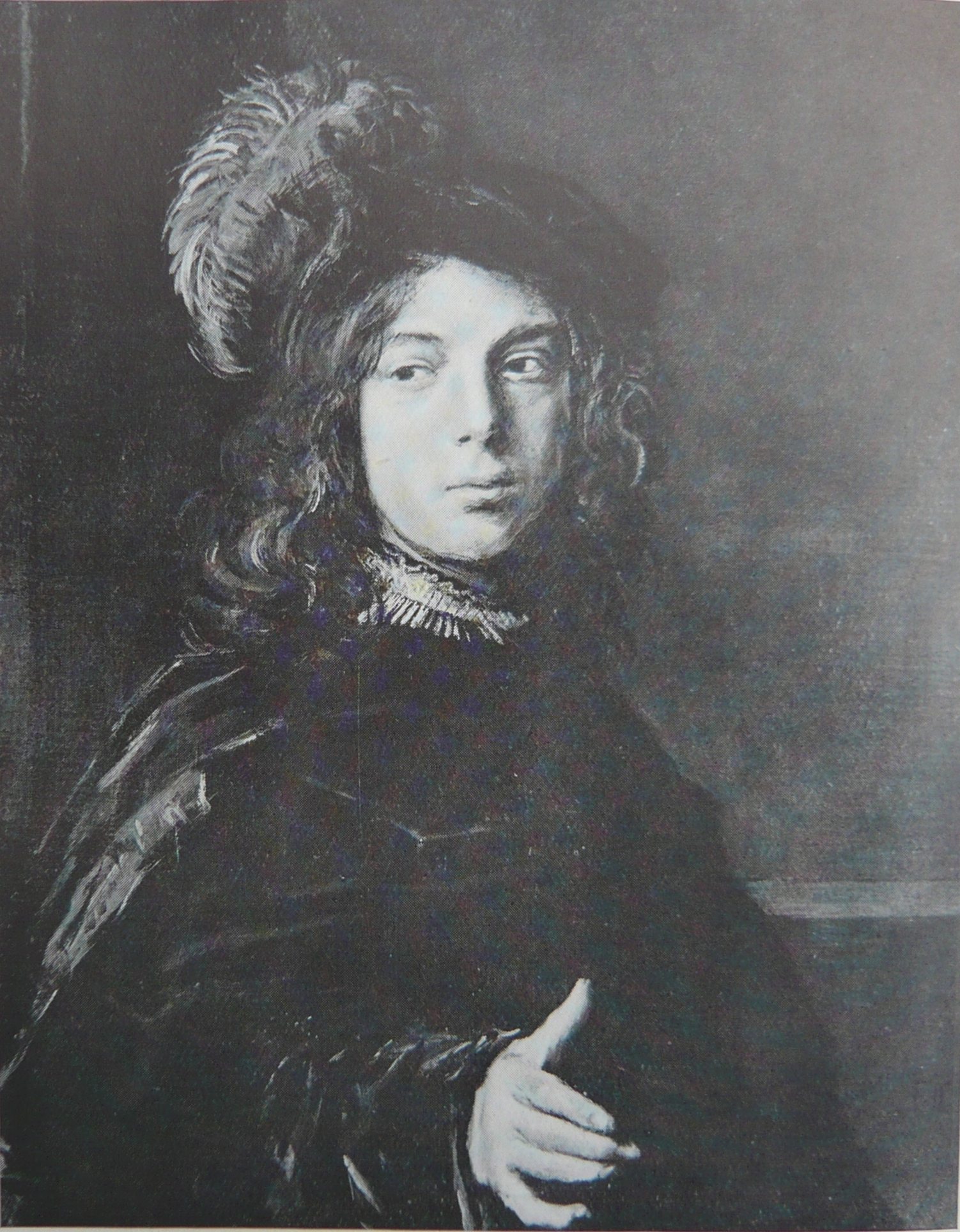
صبي يرتدي قبعة من الريش بريشة فرانس هالز (تم أزالة الجمجمة)
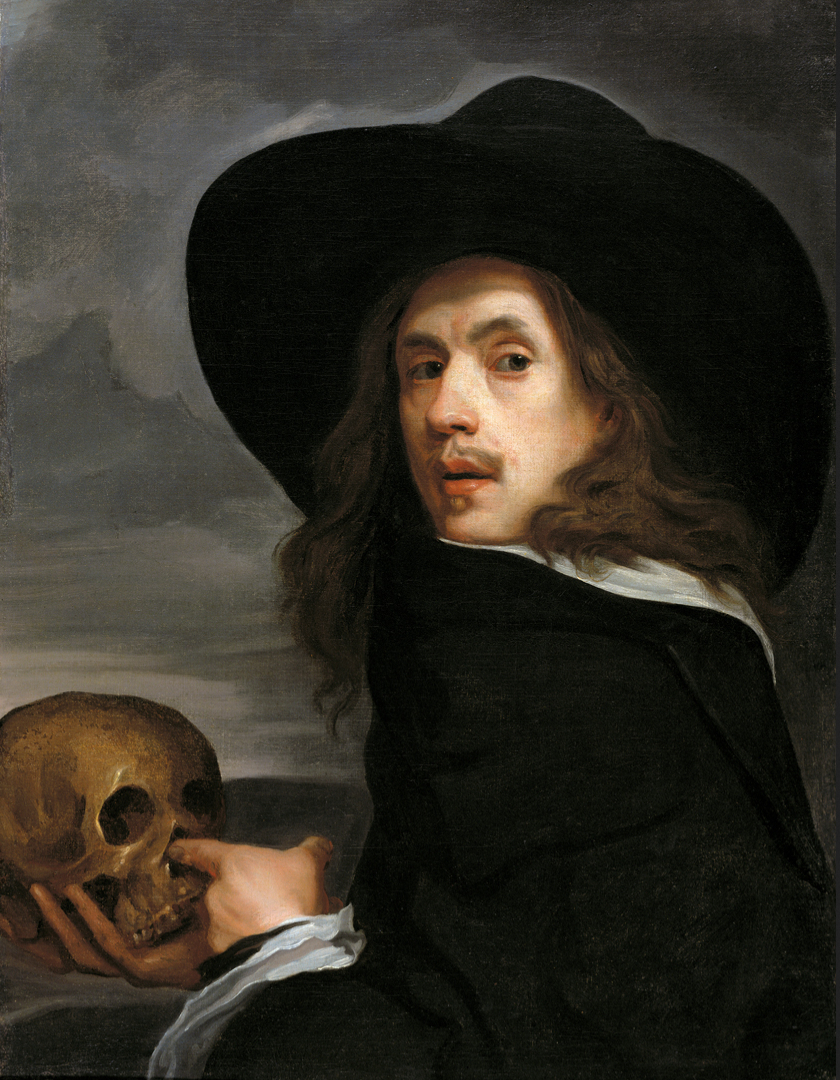
صورة شخصية بريشة ميشيل سويرتس
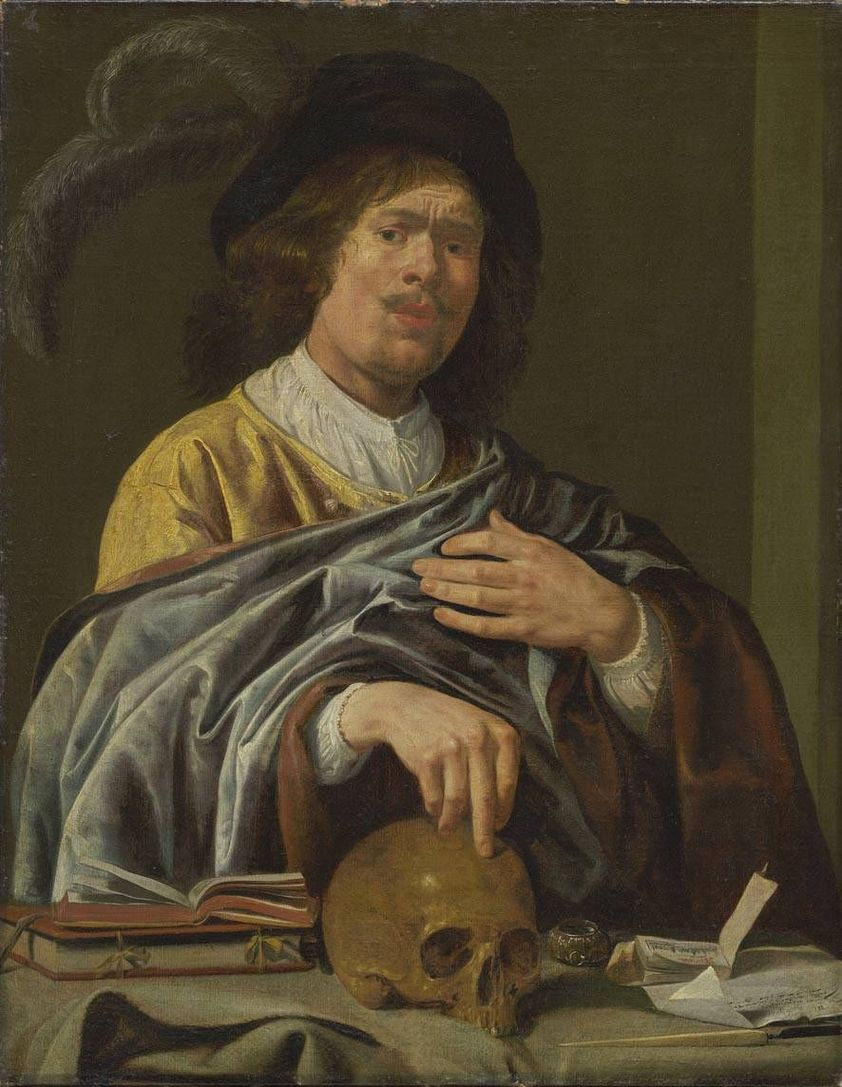
صورة شخصية بريشة جان مينس مولينير
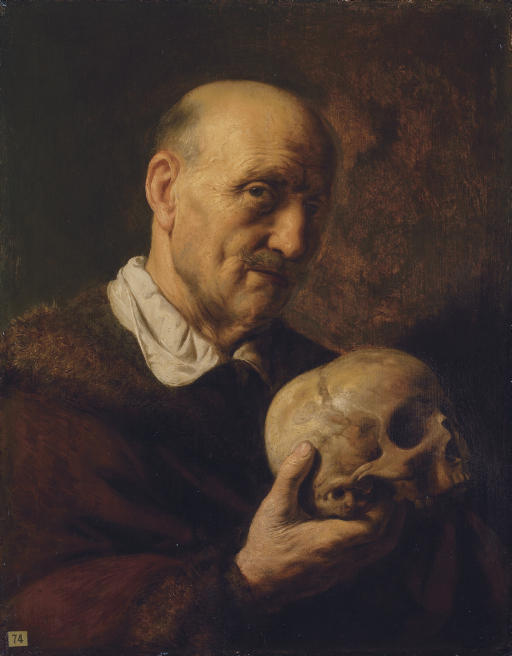
رجل عجوز مع جمجمة ، بريشة جان ليفينز

## الرسام

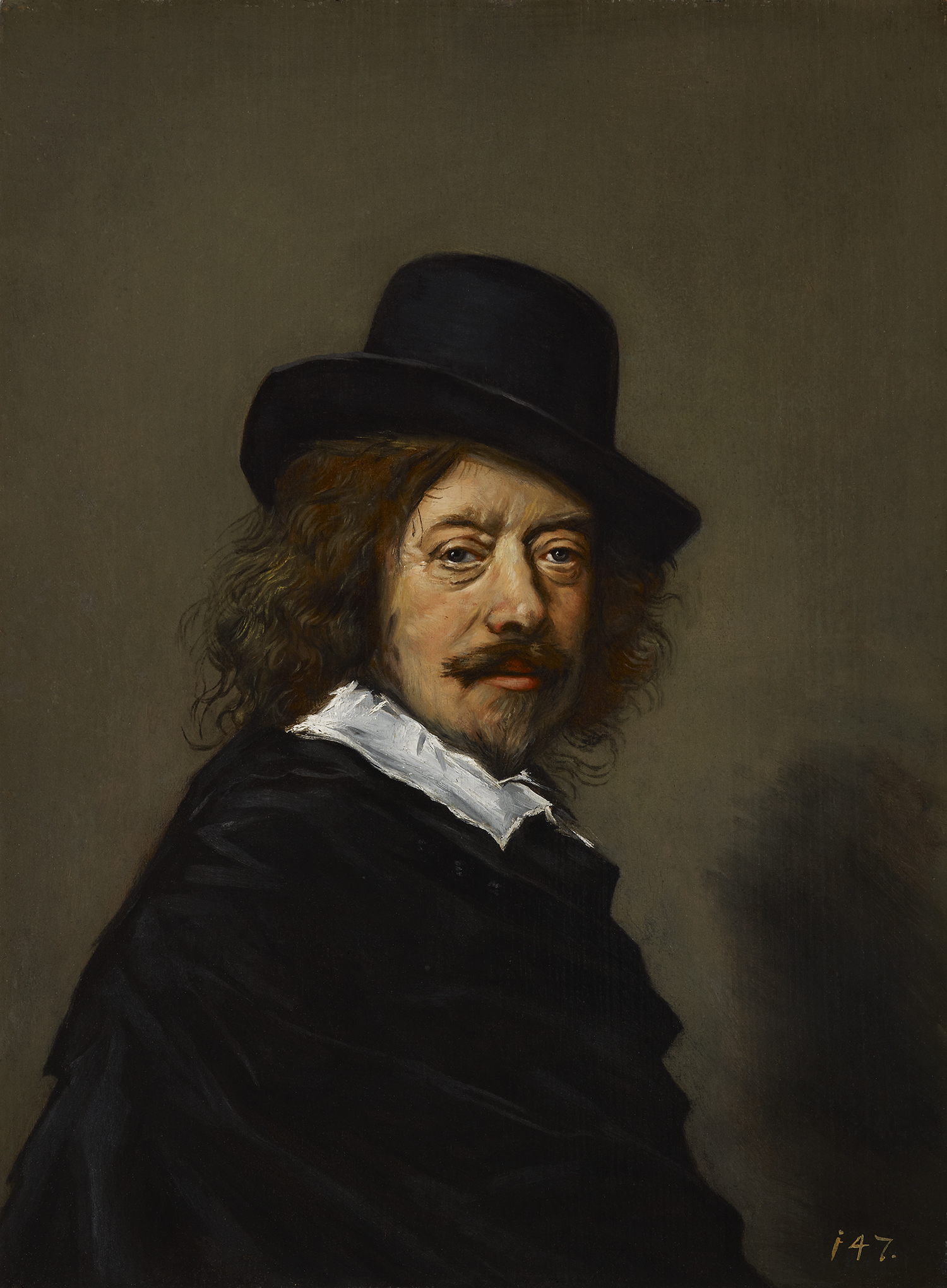
هارلم فرانس هالز

هارلم فرانس هالز (1582-1666) كان رسامًا هولنديًا من العصر الذهبي ، عادةً من صور شخصية، عاش وعمل في هارلم. لعب هالز دورًا مهمًا في تطور فن البورتريه الجماعي في القرن السابع عشر. وهو معروف بفرشاة الرسام الفضفاضة.